# 福知山インターチェンジ
福知山インターチェンジ（ふくちやまインターチェンジ）は、京都府福知山市長田野町にある舞鶴若狭自動車道のインターチェンジである。
西日本高速道路関西支社福知山高速道路事務所が併設されている。

## 歴史
- 1987年（昭和62年）3月18日 - 丹南篠山口IC - 福知山IC間開通に伴い、供用開始[1][2]。
- 1991年（平成3年）3月26日 - 福知山IC - 舞鶴西IC間開通[4]。
- 2009年（平成21年）3月16日 - 料金所のETCレーンの通過速度抑制対策を開始[要出典]。
- 2021年（令和3年）3月26日 - 福知山IC - 綾部IC間4車線化[5][6][7]。

## 周辺
- 長田野工業団地
  - 日本赤十字社血液管理センター
  - 京都府福知山赤十字血液センター
- 自衛隊演習場
- 中六人部バス 長田野（おさだの）バス停（国道9号）
- 福知山温泉

## 接続する道路
- 直接接続
  - 国道9号

## 料金所
- ブース数：5

### 入口
- ブース数：2
  - ETC専用：1
  - ETC・一般：1

### 出口
- ブース数：3
  - ETC専用：1
  - 一般：2

## バス停留所
料金所外側に高速道路用のバス停留所（福知山バスストップ）が設けられているが、現在は使用されていない。
なお、下記の高速バス路線は西日本ジェイアールバス・中六人部バスの一般路線の長田野（おさだの）バス停（国道9号）と同一場所の福知山インターバス停に発着する。
- 大阪（梅田・新大阪） - 福知山・舞鶴線（阪急バス・京都交通）
  - この路線は京都交通の一般路線の小松ヶ丘バス停と同一場所にある長田野（おさだの）バス停にも発着する。
- 神戸（三宮） - 福知山線（日交シティバス・京都交通）

## 隣
E27 舞鶴若狭自動車道
(3)春日IC/JCT - 六人部PA - (4)福知山IC - (5)綾部IC